# 蒲圻站
蒲圻站是一个京广线上的铁路车站，位于湖北省咸宁市赤壁市内，目前为三等站，邮政编码为437302。该站中心位于京广铁路K1334+758处，为中国铁路武汉局集团与广州局集团在京广线上的局界站，由武汉局集团武昌车务段管辖:91,290。目前车站货运办理整车货物发到业务，设有通往华润电力蒲圻电厂和中石化赤壁油库的专用线。
车站始建于1917年2月，同年7月随粤汉铁路湘鄂段武昌至蒲圻区间通车而开始运营。1971年车站南迁至现址，仍旧使用原站名:238。车站于2003年6月1日随赤壁站启用而停办客运；同年建成蒲圻电厂专用线，厂内设7条股道。